# Juris Karlsons
Pour les articles homonymes, voir Karlsons.
Juris Karlsons est un compositeur letton, né le 19 août 1948 à Riga,. Il écrit des ballets pour le ballet national de Lettonie, il écrit également pour orchestre symphonique et pour chœurs, et il compose la musique de nombreux films lettons. Sa musique est diffusée dans les pays baltes, au Luxembourg, aux Pays-bas, en Russie, aux États-Unis. Il est invité régulièrement par la télévision lettonne pour présenter sa musique ainsi que l'histoire de la musique et travaille avec le Ballet national letton, le théâtre Raiņa Dailes, et enseigne à l'Académie de musique de Lettonie.

## Biographie
Après des études de chorégraphie (1963-1967), Juris Karlsons se spécialise en théorie musicale puis en composition musicale (1967-1972) sous la direction de Jānis Ivanovs. À partir de 1974, il enseigne au conservatoire d'état J. Vītols, en devient recteur puis chef du département de composition (2000-2004). Il travaille  également de 1968 à 1975 à la télévision et à la radio lettonne. Il est ensuite l'ingénieur principal du son au théâtre Jāņa Raina Dailes de 1975 à 1982.

## Distinctions
Il reçoit l'ordre des trois étoiles, la plus haute distinction lettonne, et trois fois le prix letton The Grand Music Award : 2000 pour le ballet Sidraba Liquid, 2007 pour la symphonie Vakarblāzma et en 2013 pour le ballet Carlson Flight. Il est aussi docteur honoris causas de l'Académie de musique de Lettonie pour le développement de la culture lettonne. En 2005, il reçoit le prix polonais pour le développement et la collaboration entre Pologne et Lettonie, et le prix AKKA / LAA Copyright Infinite Award en 2013.

## Œuvres

### Chœurs
- Adoratio (SSAATTBB, 2 fl., 2 ob., 2 cl.in B, 2 bsn.; 2 hn.in F, 2 tpt.in B, timp., tri., camp., vib., piatti, piatto sosp., gr.c., t.-t., w.bl.; cel.; vln.I, vln.II, Vla., Vc., Db.)
- Album Page. November (violoncello ensemble)
- An Unborn Morning (TTTTBBBB, soli (Ct, Ct, Ct))
- Anthology of Latvian Choral Music IV: A Testimony (1966-1990) ()
- Anthology of Latvian Choral Music V: Eternity (1991-2000) ()
- Anthology of Latvian Choral Music X: The Sun's Golden Wreath (1991-2000) ()
- Ave Maris Stella (SSAATTBB)
- Final Concert- Songs for Mixed Choir ()
- Latvian Song Book ()
- Magna opera Domini (SSAATTBB, soli (SA), org.)
- Quisisana (SSAATTBB, solo S)
- Selen's blue birds (SSSSSSAA soli, SSAATTBBBB; triangles)
- Song of the Wind (SSAA, soli SSAA)
- Songs for Male Voice Choirs ()
- Songs for mixed choir 1 ()
- Te lucis ante terminum (TTBBB, boy's solo S)
- The Daile Theatre Song Book 2005 ()
- The tears of the soul (SSSAAATTTBBB, pno.)
- This and That… (soli SSATB, SSAATTBB, percussion)
- XXVI Latvian Song and XVI Dance Festival Closing Concert: Songs for the Choirs ()

### Ensembles
- Caprice (vln., pno.)
- Concerto for piano, violoncello, percussion and symphony orchestra (p-no, vc, perc.; 2 fl., 2 ob., 2 cl. in B, 2 bsn.; 4 hn. in F, 3 tbn., tba.; timp., perc. (w.bl., tpl.bl., ch.bells, cym., susp.cym., t.-t., tom-t., ant.cym., whip, zugflöte); vln. I, vln. II, vla., vc., db.)
- Dedication (solo cl.; vln.I, vln.II, Vla., Vc., Db.)
- El Cid (picc., 2 fl., 2 ob., 2 cl.in B, b.cl., 2 bsn., dbsn.; 4 hn.in F, 3 tpt.in B, 3 tbn., tba.; timp., cast., whip, sd., susp.cym., xyl., ld., bd., cym.; hp.; cel.; vln.I, vln.II, Vla., Vc., Db.)
- Evening Prayer (soli vln.I, II, vc.; vln.I, vln.II, Vla., Vc., Db.)
- Koana (picc., Fl., ob., cl., b.cl., bsn.; 4 hn., 3 tpt., 3 tbn., tba.; timp., perc.: bd., sd., cym., susp.cym., ld., whip, tom-t., t.-t., w.bl., tpl.bl., xyl., ch.bells, vib.; hp.; vln.I, vln.II, Vla., Vc., Db.)
- Musica pensierosa (Vc., pno.)
- Nocturne of Hope and Pain (hpchd.)
- Ouverture à la fête (Fl., Vc., hpchd.)
- Rural Suite (picc., 3 fl., 2 ob., 2 cl., 2 bsn.; 4 hn., 3 tpt., 2 tbn., tba.; hp.; cel.; perc., timp.; vln.I, vln.II, Vla., Vc., Db.)
- Signs (fl.; cl.; pno.)
- Sinfonia Brevis (Fl., ob., cl., bsn.; hn.; cel.; vln.I (div.3), vln.II (div.3), Vla., Vc., Db.)
- Sonata for Piano No. 3 (pno.)
- Sonata No. 2 (pno.)
- The Garden of Moonlight (S solo, a.sax., org.)

### Orchestre symphonique
- Gliese 581 (for symphony orchestra)
- Great Music Award: Overture; Fanfare (symphony orchestra)
- Joseph's Visions (symphony orchestra)
- Karlsson Flies (Ballet in 2 act)
- Laudate Domino (solo (girl, S), boys' choir (SA), girls' choir (SA), mixed choir (I, II, III SSAATTBB), symphony orchestra, org.)
- Magna opera Domini (SSAATTBB, soli (SA), 2 fl., 2 ob., 2 cl., 2 bsn., dbsn.; 4 hn.in F, 3 tpt.in B, 3 tbn., tba.; timp., cym., cel., vln.I, vln.II, Vla., Vc., Db.)
- Song Festival overture (symphony orchestra)
- Symphonic vision SUNSET GLOW (picc., 2 fl., b.fl., 2 ob., eng.hn., 2 cl., b.cl., bsn., dbsn.; 4 hn., 3 tpt., 3 tbn., tba.; timp., perc.: cym., w.bells, w.bl., bd., tri., t.- t., chimes, ch.bells, cel., xyl., vib.; hp.; vln.I (div.in 3), vln. II (div. in 3), vla. (div. in 3), vc. (div. in 3), Db.)
- Voices of the Starry Sky (pno.; vln.I, vln.II, Vla., Vc., db; perc.: tri., vib., chimes, bd., tpl.bl., xyl., tom-t., guiro, sd., timp., susp.cym.)